# Première Compagnie hongroise d'assurance générale
 (signalé en juin 2025).
Si vous disposez d'ouvrages ou d'articles de référence ou si vous connaissez des sites web de qualité traitant du thème abordé ici, merci de compléter l'article en donnant les références utiles à sa vérifiabilité et en les liant à la section « Notes et références ».
- Archive Wikiwix
- Bing
- Cairn
- DuckDuckGo
- E. Universalis
- Gallica
- Google
- G. Books
- G. News
- G. Scholar
- Persée
- Qwant
- (zh) Baidu
- (ru) Yandex
- (wd) trouver des œuvres sur Wikidata

La Première Compagnie Générale d'Assurance Hongroise (en hongrois Első Magyar Általános Biztosító Társaság - EMABIT) est une ancienne compagnie d'assurance hongroise. Comme son nom l'indique, elle est la première compagnie d'assurance hongroise. Fondée en 1857, elle est nationalisée en 1948.

## Histoire
À l'époque de sa fondation, seules quelques compagnies d’assurance ayant des intérêts étrangers opèrent en Hongrie. A cette période seule 30% de son capital social de trois millions de couronnes est payé, les 70% restant étant assurés par une caution. En 1879 les réserves accumulées couvrent la totalité de la valeur d'émission des actions et le montant des obligations est restitué aux actionnaires respectifs.
création effective eut lieu le 15 juillet 1857 et la société commença immédiatement ses activités dans toutes les branches de l'assurance élémentaire. (Date officielle de l'autorisation impériale-royale : 13 mars 1858)
Ses fondateurs (15 juillet 1857) sont: le comte György Apponyi, Ferenc Deák, le baron József Eötvös, le comte Emil Dessewffy (en), 
József Havas (hu), le baron Sámuel Jósika, le comte György Károlyi (hu), le baron Henrik Lévay (en), le comte Pál Somssich (en), le comte Antal Szécsen (de), le comte László Szőgyény-Marich (en), József Ürményi (hu), le comte József Zichy (hu), le comte Henrik Zichy (hu), László Karácsonyi, András Kiss, István Nádossy et le baron Pál Sennyei.

La société commence ses activités immédiatement dans toutes les branches de l'assurance élémentaire. En 1860, la Compagnie ajoute l'assurance-vie à son champ d'activité et compte alors 132 agences. Elle est durement touchée par la Grande Dépression, entre 1929 et 1933, notamment dans le domaine de l'assurance-vie. Selon les statistiques de 1948, EMABIT est le deuxième acteur du marché de l'assurance en Hongrie après la "Coopérative d'assurance des agriculteurs" (Gazdák Biztosító Szövetkeset). Le 25 avril 1948, le gouvernement communiste de la République populaire de Hongrie nationalise EMABIT et ses deux filiales. Un an plus tard, au printemps 1949, est fondée l' "Compagnie nationale d'assurance de l'État" (Állami Biztosító National Vállalat - ÁB) sur ses fonds.

## Sources
- A Pallas nagy lexikona